# パナヨト・パノ
パナヨト・パノ(Panajot Pano, 1939年3月7日 - 2010年1月9日)は、アルバニアのティラナ州ティラナ出身の元サッカー選手。ギリシャ系の出自の人物でギリシャ名はパナヨティス・パヌー (ギリシア語: Παναγιώτης Πάνου、Panagiotis Panou)。息子のレオニダス・パノもサッカー選手で、ギリシャ・スーパーリーグのシュコダ・クサンティFCやPASジャンニーナなどでプレーしている。

## 経歴
アルバニアの名門、KFティラナのユースチームでゴールキーパーとしてサッカーを始めた。しかしライバルチームのKFパルチザニ・ティラナに移籍してからは本格的にフォワードを務め、アルバニアを代表するセンターフォワードとなった。18年間のプロ経歴の間にはアルバニア代表に24試合出場しており、3つのゴールを挙げている。クラブチームではKFパルチザニ・ティラナ時代にアルバニアンカップで5回の優勝、アルバニア選手権で4回の優勝を果たし、1970年にはバルカンズカップで優勝を果たし国際タイトルも手に入れている。
2003年11月29日、欧州サッカー連盟の主催したUEFAジュビリーアウォーズにアルバニアサッカー連盟からアルバニアの過去50年間で最も優秀な選手に選ばれた。2009年3月6日、アルバニアの大統領バミル・トピより国家栄誉賞が与えられた。アルバニアにおいてサッカー選手がこの賞を受賞するのは初めてのことであった。
2010年1月19日、アメリカ合衆国フロリダ州のジャクソンビルで心臓発作により亡くなった。